# Sperrungen der Wikipedia in der Volksrepublik China

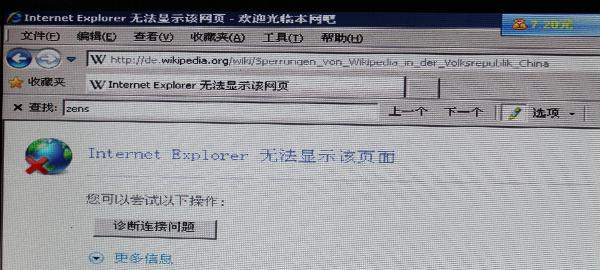
Bildschirmfoto: Unberechtigter Zugriff auf …

Als Sperrungen der Wikipedia in der Volksrepublik China wird eine Serie von Zugangssperren verschiedener Sprachausgaben der Wikipedia und anderer Wikimedia-Projekte in der Volksrepublik China bezeichnet.
Die Regierung und Internetprovider der Volksrepublik China haben den Zugang zur Wikipedia vom Territorium der Volksrepublik China aus im Rahmen der Internetzensur in der Volksrepublik China mehrmals blockiert.
Die Zugangsblockierungen funktionieren wie ein Inhaltsfilter. Die selbstverwaltenden Territorien Hongkong und Macau sind von den Sperren nicht betroffen. Internetangebote der Wikimedia Foundation waren bislang vier Mal von Blockaden in China betroffen. Seit dem 19. Mai 2015 ist der Zugriff zur chinesischen Sprachversion der Wikipedia komplett gesperrt. Seit April 2019 sind alle Sprachversionen der Wikipedia geblockt.

## Sperren

### Erste Sperre
Die erste Sperre begann am 2. Juni 2004 und dauerte bis zum 21. Juni 2004. Zu Beginn wurde der Zugang zur Wikipedia von Peking aus gesperrt. Innerhalb des Sperrungszeitraums lag der 15. Jahrestag des Tian’anmen-Massakers.
Vermutlich in Zusammenhang mit dem Vorfall veröffentlichte das IDG News Service einen Artikel, der die Betrachtungsweise des Artikels zum Massaker am Tian’anmen-Platz in der chinesischen Wikipedia behandelte. Die chinesischsprachige Ausgabe der Wikipedia enthält Artikel, die von der chinesischen Regierung als kontrovers betrachtet werden, unter anderem zur Unabhängigkeit Taiwans, zur Falun Gong, zum Tian’anmen-Massaker und zu anderen Themen. Einige Tage nach der Sperrung der chinesischen Wikipedia wurden alle Ausgaben der Wikipedia in China blockiert. Infolge der Sperrung kontaktierten zwei Administratoren der chinesischen Wikipedia ihre Internetprovider und bestätigten, dass die Wikimedia-Seiten gesperrt worden waren. Der Provider China Science & Technology Net zeigte sich bereit, einen Appell zur Aufhebung der Sperren zu unterstützen. Die beiden Administratoren präsentierten am 15. Juni 2004 eine Petition mit der Erklärung, die Wikipedia sei politisch unbeeinflusst und neutral und ermögliche Ausländern einen Zugang zur chinesischen Kultur. Sie verglichen die Behandlung der von der Regierung als kontrovers betrachteten Themen mit der Behandlung in anderen chinesischen Enzyklopädien und fügten hinzu, dass die Sperre sie an der Entfernung von sachlich falschen Einträgen behindern würde. Alle Wikimedia-Seiten wurden zwischen dem 17. Juni und dem 21. Juni 2004 entsperrt.
Für die Sperre gab es zu keinem Zeitpunkt eine Erklärung von Seiten der zuständigen Behörden. Die Sperrung störte den Betrieb der chinesischen Wikipedia nachhaltig. Die Zahl der neuen Mitarbeiter, die Zahl neuer Artikel und die Anzahl der Bearbeitungen gingen stark zurück. Es dauerte 6 bis 12 Monate, bis in allen Bereichen die Zahlen wieder auf das Niveau vom Mai 2004 angestiegen waren.

### Zweite Sperre
Die zweite Sperre dauerte vom 23. September bis zum 27. September 2004. Während dieser vier Tage war der Zugang zur Wikipedia für einige Nutzer in China zu Teilen oder gänzlich unmöglich. Die Sperre wurde nicht zur Gänze umgesetzt, einige Nutzer in China waren nicht betroffen. Der Grund für die Sperre ist nicht bekannt. Vermutlich ist eine Verbindung zur Schließung von YTHT BBS, einem bekannten BBS der Universität Peking gegeben. YTHT BBS war einige Wochen zuvor geschlossen worden, da es laut den verantwortlichen Behörden offen radikale politische Diskussionen beinhaltet habe. Viele ehemalige Benutzer des YTHT BBS begannen sich an der chinesischsprachigen Wikipedia zu beteiligen. Die Mitarbeiter der chinesischen Wikipedia bereiteten eine Petition an Internetprovider vor. Die Sperre wurde aufgehoben, bevor die Petition ausgesandt wurde.

### Dritte Sperre
Die dritte Sperre begann am 19. Oktober 2005. Fast ein Jahr später, am 10. Oktober 2006, wurde die Sperre zu Teilen aufgehoben. Der Provider bestätigte die Verhängung einer Sperre. Die Behörden gaben keinen Grund für die Sperre bekannt.
Als Reaktion auf die Sperre veröffentlichte die Hauptseite der chinesischen Wikipedia eine Aufforderung an die Benutzer, die die Sperre durchbrachen, auf einer Statusmeldungsseite eine Meldung über die Situation ihres Zugangs abzugeben. Verschiedene Mitarbeiter aus verschiedenen Teilen Chinas berichteten, dass sie die Hauptseite der chinesischen Wikipedia nur mit einem Proxy-Server erreichen konnten.
Am 21. Oktober 2005 forderte ein Administrator in einer weiteren Petition an seinen Provider, dass „die Sperrung binnen einer Woche aufgehoben werden sollte.“ Ein Mitarbeiter des Providers versprach, seine Beschwerde an die zuständige Stelle weiterzuleiten. Am 24. Oktober gab der Beschwerdeführer bekannt, dass

„die Sperre am Mittwoch [dem 26. Oktober] aufgehoben werde. Einer Vorgehensweise gemäß, deren Details unbekannt sind, wird eine Petition innerhalb von 3 Tagen nach der Einreichung beantwortet, eine Antwort kommt in drei Arbeitstagen, und meine Petition ist bereits am Freitag an deren Provider gesandt worden. Mein Provider hat angegeben, dass sie keinen derartigen Fall kennen, in dem eine Petition negativ beantwortet wurde. Das sollte eine gute Nachricht sein, aber es ist noch immer unmöglich, den Grund für die Sperre zu erfahren.“

„Der effektivste Zugang ist nicht, [dieses Projekt] aus diesem Land zu stoßen, sondern aktiv an ihm teilzunehmen. Wenn wir Wikipedia blockieren verlieren wir eine Möglichkeit, mit einer chinesischen Stimme zur Welt zu sprechen und ermöglichen es Kräften wie bösen Kulten und der taiwanesischen Unabhängigkeitsbewegung, die Entwicklung dieses Inhalts in diesem Projekt zu kontrollieren, der Welt ein zwiespältiges Bild von China zu zeigen. Als Benutzer verlieren wir einen Kanal, durch den wir auf Wissen zugreifen können, einen Kanal, dessen Bedeutung stetig zunimmt. Solch ein Akt unterscheidet sich nicht davon, unsere Stimme und unsere Zunge zu entfernen, oder unsere Augen und Ohren zu schließen. Es ist das Schließen der Türen unseres Landes im Zeitalter des Internet.“

Am Morgen des 31. Oktober 2005, um 8 Uhr chinesischer Standardzeit (UTC+8), begannen Mitarbeiter aus allen Teilen Chinas zu berichten, dass sie ohne Verwendung eines Proxyservers auf die Wikipedia zugreifen könnten. Ursprünglich wurde angenommen, dass die Sperre aufgehoben worden sei. Wenig später wurde bekannt, dass die vermeintliche Aufhebung der Sperre auf dem Einsatz eines LVS load balancer vor dem squid balancer im koreanischen Servercluster beruhte, der die IP-Adresse der Wikimedia-Seiten für Benutzer in China änderte und so die Sperrung umging. Binnen weniger Stunden wurde der normale Zugang zur Wikipedia wieder unmöglich.
Kurzzeitig wurde über Selbstzensur diskutiert. Die Selbstzensur wurde jedoch nicht eingeführt, da Zensur jeder Art gegen die Grundsätze der Wikipedia verstößt.

### Vierte Sperre
Am 19. Mai 2015 wurde der Zugriff zur verschlüsselten sowie zur unverschlüsselten chinesischen Sprachversion der Wikipedia gesperrt.

### Entsperrungen und Wiedersperrungen
Im April 2006 gründete die chinesische Suchmaschine Baidu die in ihrer Funktionsweise an der Wikipedia orientierte chinesischsprachige Internetenzyklopädie Baidu Baike. Baidu Baike setzt die Zensurbestimmungen der chinesischen Regierung um.
Am 15. Juni wurde die Sperre der englischsprachigen Wikipedia und anderer Ausgaben bis auf einige „sensible“ Artikel aufgehoben. Die Sperre der chinesischen Wikipedia blieb aufrecht. Am 25. Juli 2007 wurde die Sperre der chinesischsprachigen Wikipedia aufgehoben. Die Zahl der gesperrten Artikel stieg von da ab an. Blockiert wurden auch Diskussionsseiten zu Artikeln und Links auf Nachrichten. Chinesische Benutzer, die versuchten, einen blockierten Artikel der englischsprachigen Wikipedia oder einen Artikel der chinesischen Wikipedia aufzurufen, wurden für sechzig Sekunden am Zugriff auf eine Wikimedia-Seite gehindert.
Am 30. August 2007 wurde die Sperre der chinesischen Wikipedia aufgehoben.
Am 31. August 2007 wurden alle Ausgaben der Wikipedia blockiert.
Vom 10. Oktober 2006 an trafen widersprüchliche Berichte aus verschiedenen Teilen Chinas über eine mögliche Aufhebung der Sperre ein. Der erste Bericht stammte von einem Weblogger aus Liuzhou, Guangxi, der über seine Entdeckung in einem Forum am 10. Oktober 2006 um 18 Uhr berichtete. Die Zugangsmöglichkeit schien von Ort und Provider abhängig sein. Dies war offenbar die Folge einer feinkörnigeren Sperre. Laut den Berichten von Bloggern in China erlaubte China Netcom von seinem DSL-Netz in Peking den Zugriff auf die englische Wikipedia, verbot jedoch den Zugriff auf die chinesische Wikipedia. Die DSL-Netze von China Telecom in Shanghai und CETC-CHINACOMM Communications Co. Ltd in Peking erlaubten den Zugriff auf die englische und die chinesische Wikipedia. Verschiedene Provider in Anhui blockierten den Zugriff auf die chinesische Wikipedia, jedoch nicht auf die englische Ausgabe. Aus Peking stammende Benutzer des Slashdot Forums berichteten, dass der Zugriff auf den Artikel zum Tiananmen-Platz, Tiananmen Square, in dem ein Abschnitt über das Massaker am Tiananmen-Platz 1989 vorhanden ist, möglich sei, der Zugriff auf den Artikel Tiananmen Square protests of 1989 der englischsprachigen Wikipedia zu den Protesten und dem Massaker am Tiananmen-Platz 1989 jedoch verwehrt wurde. Laut einem ähnlichen Bericht war der Zugriff auf den Artikel der englischsprachigen Wikipedia democracy möglich, während der Zugriff auf den Artikel Falun Gong verwehrt wurde. Reporter ohne Grenzen berichtete, dass der Zugriff auf die englischsprachige Ausgabe der Wikipedia ohne Einschränkung möglich sei, während der Zugriff auf die chinesische Ausgabe für die meisten Chinesen nicht möglich sei. Die Organisation kritisierte das Vorgehen der Regierung als auf das Ziel gerichtet: „Die Kritiker im Ausland zu beschwichtigen, während die Zensur der Informationen für die eigene Bevölkerung fortgesetzt wird“; zugleich gratulierte die Organisation „denen, die sich für Wikipedia einsetzen, besonders Jimmy Wales“. Nutzer gaben an, dass andere Ausgaben, darunter die deutschsprachige Wikipedia, die japanische Wikipedia und die koreanische Wikipedia, verfügbar seien.
Am 10. November 2006 berichtete der Weblogger Andrew Lih, dass die chinesische Wikipedia offenbar gänzlich freigegeben sei. Lih bestätigte die vollständige Aufhebung der Sperre einige Tage später und veröffentlichte eine Analyse der Auswirkungen auf die chinesische Wikipedia. Vor der Sperrung wurden 300 bis 400 neue Benutzerzugänge täglich angelegt. In den vier Tagen nach der Entsperrung verdreifachte sich die Zahl der neuen Benutzerzugänge auf über 1.200 pro Tag, wodurch die chinesischsprachige Wikipedia zur am zweitschnellsten wachsenden Ausgabe nach der englischen Ausgabe wurde. Zugleich wurden in der Woche, die am 13. November 2006 endete um 75 % mehr Artikel als in der Woche zuvor angelegt. Am selben Wochenende stieg die Artikelzahl der chinesischen Wikipedia auf über 100.000. Lih prognostizierte, dass die Artikelzahl 200.000 bald übersteigen würde, die Mitarbeiter der chinesischen Wikipedia jedoch hauptsächlich damit beschäftigt sein würden, die neuen Mitarbeiter mit den Prinzipien und Normen der Wikipedia vertraut zu machen.
Am 16. November 2006 berichtete die Nachrichtenagentur Reuters, dass die Hauptseite der chinesischen Wikipedia aufgerufen werden könne und dass die Suche nach unpolitischen Begriffen zu Ergebnissen führe, einige Themen, wie das Massaker am Tiananmen-Platz jedoch nach wie vor blockiert seien. Berichten zufolge wurden die chinesische und die englische Wikipedia am nächsten Tag, dem 17. November, wieder blockiert. Es ist nicht bekannt, ob die Aufhebung der Blockade eine Folge technischer Probleme des sogenannten Great Firewall of China oder anderer Gründe gewesen ist.

### 2008
Am 2. April 2008 wurde die Sperre aufgehoben.
Am 5. April 2008 war der Zugriff auf die chinesische Wikipedia von der Sun-Yat-sen-Universität in Guangzhou nur erschwert möglich. Die chinesische Wikipedia wurde am 6. April 2008 komplett gesperrt. Versuche, die chinesische Wikipedia aufzurufen führen zu einer 60-sekündigen Sperre des Zugriffs auf Wikimedia-Seiten. Mitarbeiter konnten sich durch die Verwendung von https anmelden. Alle anderen Ausgaben wurden nicht blockiert, Themen wie Tibet waren nach wie vor gesperrt.
Am 31. Juli 2008 berichtete The Register, dass der Zugriff auf die chinesische Wikipedia wieder freigegeben worden sei. Der Bericht wurde von der BBC bestätigt und von Journalisten, die sich im Zuge der Olympischen Sommerspiele 2008 in Peking befanden, immer wieder behandelt. Webseiten wie die chinesische Webseite der BBC wurden nach Gesprächen zwischen dem IOC und den chinesischen Organisatoren der Olympischen Spiele freigegeben.
Im September 2008 traf der Vorsitzende der Wikimedia Foundation, Jimmy Wales, mit Cai Mingzhao, dem Vizedirektor der nationalen Informationsbehörde, deren Internetverwaltungsabteilung für die Zensur von Internetinhalten verantwortlich ist, zusammen. Es wurden keine Vereinbarungen getroffen, Wales glaubte, dass ein Kommunikationskanal zwischen der Wikipedia und der chinesischen Regierung geöffnet worden sei.

### 2015
Ab 19. Mai 2015 ist, laut Huffington Post, die chinesischsprachige Version der Wikipedia in der Volksrepublik China wieder blockiert. Die Ergebnisse unter GreatFire.org zeigen, dass DNS-Spoofing in dieser Sperrung benutzt wird. Wikipedias Hauptgründer Jimmy Wales erklärte am 2. Dezember 2015, dass er nach Peking fliegen wollte, um die Aufhebung der Sperrung gegen Wikipedia zu erwirken, aber in der Folge erweiterte sich die Sperrung noch. Alle anderen Versionen der Wikipedia, einschließlich der deutsch- und der englischsprachigen, wurden blockiert.

### 2017
Am 22. Oktober 2017 waren die deutsch- und die englischsprachige Version nicht blockiert, die chinesische jedoch weiterhin.

### 2019
Vor dem 30. Jahrestag des Tian’anmen-Massakers hat das herrschende China Ende April 2019 den Zugriff auf die Wikipedia in allen Sprachen gesperrt, die chinesische Ausgabe noch früher. Spätestens seit Mitte Mai sind die Suchmaschine Google, Soziale Netzwerke wie Facebook, Twitter und YouTube sowie WhatsApp blockiert; weiters die Nachrichtenseiten der „New York Times“ und des „Wall Street Journal“ und aus Sicht der Zensoren politisch heikle oder chinakritische Websites.
Wer die Blockaden umgehen will, braucht einen VPN-Tunnel. „Vor allem vor wichtigen politischen Ereignissen und für die Regierung heiklen Gedenktagen gehen die Behörden jedoch stärker gegen diese geschützten Verbindungen vor, indem sie diese stark stören“, berichtet orf.at.

## Spiegel-Seiten
Die Sperrungen führten zu einer kontroversen Debatte, ob Mitarbeiter der Wikipedia in China ihre eigene zensierte Version der chinesischen Wikipedia aufbauen sollten. Die Selbstzensur stieß bei der Mehrheit auf Ablehnung. Zensur ist zudem mit den Grundprinzipien der Wikipedia nicht vereinbar. Zensur wurde oft von Spiegel-Seiten, die von Freiwilligen betrieben werden, ausgeübt. Die meisten dieser Spiegel-Seiten übernehmen den Inhalt der chinesischen Wikipedia (spiegeln ihn somit). Begriffe wie die Proteste am Tiananmen-Platz oder Falun Gong wurden hingegen nicht angezeigt.
Die Haltung der Regierung zu diesen Seiten ist nicht bekannt. Im April 2008 wurde eine der bekanntesten Spiegelseiten Wikientry.cn in China gesperrt, obwohl die Seite Zensur ausübte. Der Grund für die Sperre ist unbekannt.
Andere Seiten wie Miniwiki.org, die auch Bearbeitungen in der chinesischen Wikipedia ermöglichen, arbeiten unter der Bedingung des sogenannten NPOV (No political point of view/Keine politischen Ansichten), um die meisten Artikel über chinesische Politik zu zensieren. Diese Verwendung des Begriffs NPOV ist nicht mit dem ebenfalls als NPOV bezeichneten Neutral Point of View zu verwechseln. Dieser Begriff beschreibt den Grundsatz der Wikipedia, alle Themen von einem neutralen, objektiven Standpunkt aus darzustellen. Laut den Betreibern von www.Miniwiki.org sollte „Wikipedia selbst nie Zensur ausüben. Wenn die Zensur aus irgendeinem Grund nötig sei, sollten Spiegelseiten sie durchführen.“
Seiten wie Answers.com beinhalten archivierte Artikel, die ebenfalls abgerufen werden können.

## Sonstiges
Die Sperrungen der Wikipedia in China förderten die Verbreitung von Proxy-Software.
Wenn eine Sperre verhängt wird, sind zumeist auch Nutzer in Betrieben außerhalb Chinas, vor allem aus Hong Kong und Macao betroffen, da Geschäftspartner ihre Netzwerke mit den Netzwerken anderer Büros in China vernetzen und der Internetverkehr auch über diese Vernetzungen durchgeführt wird. Im Fall einer Sperre ist die Wikipedia somit auch nicht für derart vernetzte Rechner abrufbar. Dadurch wird das Einholen von eventuell wichtigen Informationen verhindert.

## Umgehung der Sperren
Technisch befähigte Internetnutzer in China können die Sperre leicht überwinden, häufig wird ein anonymer Proxyserver eingesetzt. Es ist dadurch allerdings nur möglich, die Wikipedia einzusehen; Bearbeitungen von Artikeln zumindest der englischsprachigen Wikipedia sind dann nicht möglich, da die Betriebsordnung der Wikipedia Bearbeitungen von offenen Proxyservern aus untersagt. Viele Administratoren der Wikipedia blockieren offene Proxyserver so, dass sogar registrierte Benutzer keine Bearbeitungen von ihnen aus durchführen können.
Benutzer können durch die Nutzung einer Spiegel-Seite, die keine Zensur ausübt (wie www.Answers.com), archivierte Versionen von Artikeln einsehen.
Einige Nutzer nutzen die bei Mobiltelefonen mit Windows Mobile eingebaute Übersetzungssoftware, um Wikipedia-Artikel, Wikinews, Wiktionary und andere Wikimedia-Inhalte in Dokumente mit dem Format .mfx umzuwandeln. Diese Dokumente können heruntergeladen werden und auf dem Mobiltelefon offline gelesen werden.